# Amy Briggs
Pour les articles homonymes, voir Briggs.
Amy Ruth Briggs est une créatrice américaine de jeux vidéo née en 1962. Elle est connue pour avoir créé Plundered Hearts, un jeu d'aventure développé par Infocom en 1987. 

## Biographie
Originaire du Minnesota, Amy Briggs est diplômée en littérature britannique du Macalester College en 1984. Fan des jeux d'Infocom, Briggs rejoint l'entreprise en 1985 en tant que testeuse de jeux. Elle apprend la programmation ZIL et atteint rapidement le rang de développeuse de jeux vidéo.  
Amy Briggs écrit le seul jeu vidéo d'aventure historique et romantique de la société Infocom : Plundered Hearts. Il s'agit aussi du seul jeu développé par Infocom dont le personnage principal est féminin. Elle explique ses choix en disant : « CS Lewis a dit qu'il devait écrire Le Monde de Narnia parce que c'étaient des livres qu'il voulait lire et que personne d'autre ne les avait encore écrits. Plundered Hearts était un jeu auquel je voulais jouer ». 
Bien que Plundered Hearts soit son seul jeu vidéo publié, Briggs travaille aussi comme écrivaine et éditrice sur un certain nombre d'autres projets Infocom. Elle fait une réécriture majeure de Quarterstaff et aide à concevoir The Flathead Calendar. Elle est également développeuse sur le jeu-vidéo non-achevé Milliways, la suite de The Hitchhiker's Guide to the Galaxy.
Après la fermeture d'Infocom en 1989, elle retourne dans le Minnesota où elle reprend ses études et obtient un doctorat en psychologie cognitive à l'Université du Minnesota. Elle travaille ensuite chez 3M en tant qu'ingénieure en ergonomie.